# Destin commun

Affiche commémorant le 25e anniversaire de la poignée de main de 1988 entre Jacques Lafleur et Jean-Marie Tjibaou - généralement considéré comme un symbole du Destin commun - sur la façade de l'Hôtel de la Province Sud à Nouméa en 2013.

Le destin commun est une notion définie dans l'accord de Nouméa concernant la Nouvelle-Calédonie, désignant l'objectif de construire, quel que soit l'avenir institutionnel de cet archipel du Pacifique (indépendance ou maintien au sein de la République française), une « communauté de destin » pluriethnique. Ce principe repose sur la double légitimité reconnue d'une part à la population kanak (celle du premier occupant) et d'autre part aux autres communautés au titre de leur participation à la construction de la Nouvelle-Calédonie contemporaine, et vise à empêcher de voir ressurgir les tensions voire les violents affrontements qui ont marqué les années 1980. 

## Définition dans l'accord de Nouméa
Plusieurs phrases du préambule de l'accord de Nouméa du 5 mai 1998 servent à définir ce qu'est le « destin commun » recherché par ce texte :
- « Il convient de faire mémoire de ces moments difficiles, de reconnaître les fautes, de restituer au peuple kanak son identité confisquée, ce qui équivaut pour lui à une reconnaissance de sa souveraineté, préalable à la fondation d’une nouvelle souveraineté, partagée dans un destin commun » (paragraphe 3).
- « Il est aujourd’hui nécessaire de poser les bases d’une citoyenneté de la Nouvelle-Calédonie, permettant au peuple d’origine de constituer avec les hommes et les femmes qui y vivent une communauté humaine affirmant son destin commun » (paragraphe 4).
- « Le passé a été le temps de la colonisation. Le présent est le temps du partage, par le rééquilibrage. L’avenir doit être le temps de l’identité, dans un destin commun. » (paragraphe 4)

## Applications

### Citoyenneté néo-calédonienne
L'accord de Nouméa précise dans l'introduction du titre 2 de son document d'orientation, portant sur les institutions, que : « L’un des principes de l’accord politique est la reconnaissance d’une citoyenneté de la Nouvelle-Calédonie. Celle-ci traduit la communauté de destin choisie et s’organiserait, après la fin de la période d’application de l’accord, en nationalité, s’il en était décidé ainsi. » Ceci s'est traduit dans la loi organique relative à la Nouvelle-Calédonie du 19 mars 1999 par une limitation du corps électoral visant à dessiner les contours de cette « communauté de destin » pour les consultations d'autodétermination (ceux pouvant justifier d'une durée de vingt ans de domicile continu en Nouvelle-Calédonie à la date de la consultation et au plus tard au 31 décembre 2014) et pour les élections provinciales (corps électoral dit « glissant », c'est-à-dire ceux ayant dix ans de résidence à la date de chaque scrutin, jusqu'à la révision constitutionnelle de 2007, puis « gelés » aux résidents depuis au moins 1998).

### Rééquilibrage
Un principe de « rééquilibrage » aussi bien entre communautés (notamment concernant les Kanak) qu'entre les différentes régions de la Nouvelle-Calédonie a été acté dès les accords de Matignon de 1988, afin de mettre fin aux inégalités sociales, économiques et politiques. Cela s'est traduit tout d'abord par la provincialisation à partir de 1989 et l'inégale clé de répartition (les Provinces Nord et des Îles Loyauté obtenant proportionnellement plus que leur poids démographique réel). 
L'une des priorités de cette politique fut alors de former des cadres néo-calédoniens, et en tout premier lieu kanaks : c'est le programme « 400 cadres » lancé en 1988 et auquel a succédé en 1998 le programme « Cadres avenir », qui offre des aides conséquentes pour le financement des études et aiguille l'étudiant pour trouver des stages et, à terme, obtenir un emploi, tout cela dans des secteurs porteurs de l'économie néo-calédonienne. À la fin de l'année 2007, les deux programmes avaient permis de former 450 cadres. Le programme « 400 Cadres » a notamment permis d'obtenir le premier médecin mélanésien (le Dr Paul Qaeze, médecin généraliste), tandis que « Cadres Avenir » a fêté, en juin 2008, son millième stagiaire, et compte à son actif notamment le deuxième médecin kanak (le Dr Jacques Lalié, de Lifou, diplômé en novembre 2007 et revenu sur le territoire en 2008). Toutefois, la directrice du Groupement d'intérêt public chargé de le gérer, Marie-Laure Gibert, estimait alors que la Nouvelle-Calédonie n'était qu'à « 10 % des besoins pour le rééquilibrage », tandis que certains reprochent au dispositif de favoriser l'installation définitive en Métropole des bénéficiaires (s'ils y fondent une famille durant leurs études ou s'ils y développent une première expérience professionnelle, néanmoins les chiffres ne font état que de 7 % des bénéficiaires qui ne rentrent pas à la fin de leur cursus universitaire ou de leur formation sur le Territoire, tandis que 90 % réussissent à trouver un emploi dans les trois mois qui suivent leur retour). 
Plusieurs projets visant au développement économique de la Province Nord ont également été lancés, notamment par la volonté de constituer des zones urbaines dans la région Voh-Koné-Pouembout sur la côte ouest et le « Grand H » (autour de Poindimié) sur la côte est ou la construction de nouvelles infrastructures (le centre hospitalier du nord avec deux pôles hospitaliers, un à Koumac à l'ouest et l'autre à Poindimié à l'est, la route transversale Koné-Tiwaka, la création du lycée de Poindimié, entre autres). Mais le pilier principal de ce rééquilibrage est la participation à l'industrie minière avec la création d'une Société minière du Sud Pacifique (SMSP), contrôlée majoritaire par la Société d'investissement de la Province Nord (SOFINOR), qui s'est constitué un domaine minier au cours des années 1990 et a lancé, en 1998, le projet de l'usine du Nord dans le massif de Koniambo en partenariat avec le canadien Falconbridge puis le suisse Xstrata pour un début de production en 2011 (Koniambo est contrôlé à 51 % par la SMSP, le reste par Xstrata). La SMSP a également ouvert en 2008 une usine de traitement du nickel en Corée du Sud qu'elle contrôle à 51 %, en partenariat avec le sud-coréen POSCO. Cette politique a permis de réduire quelque peu les migrations vers le sud : si le solde migratoire de la province reste négatif, il est passé d'une perte oscillant entre 180 et 370 personnes par an entre 1996 à 2003 à seulement -75 en 2007. 
En revanche, l'absence de projets d'envergure dans la province des îles n'a pas permis d'enrayer cet exode, qui reste encore aujourd'hui particulièrement massif. La macrocéphalie du Grand Nouméa, loin d'être limitée, s'est de plus accentuée. Si la part respective des trois provinces dans la population calédonienne était restée globalement stable entre 1983 et 1996, avec 68 % de la population dans le Sud, 21 % au Nord et 11 % aux îles, la part du Sud n'a cessé ensuite de se renforcer (71,2 % en 2004 et presque 75 % en 2009) tandis que celles des Îles et du Nord se sont affaiblies. Depuis 1996, la Province Sud a connu un taux d'accroissement annuel moyen de 2,4 % contre 0,65 % dans le Nord et une chute de 1,38 % dans les Îles. Le Grand Nouméa passe ainsi de 60 % de la population calédonienne en 1996 à 66,67 % en 2009. Plusieurs formations ou dirigeants politiques, surtout non-indépendantistes, revendiquent depuis la fin des années 2000 l'élaboration d'un bilan critique des politiques de rééquilibrage menées depuis 1988 et pour une réforme de la clé de répartition : c'est le cas surtout du Rassemblement-UMP du député puis sénateur président de la Province Sud Pierre Frogier ainsi que de Calédonie ensemble du président du gouvernement local puis député Philippe Gomès. 

### Emploi local
Un seul véritable droit particulier supplémentaire est accordé aux citoyens néo-calédoniens selon l'accord de Nouméa et la loi organique de 1999 : la protection de l'emploi local. Ainsi, l'article 24 de la loi organique déclare : 
«  Dans le but de soutenir ou de promouvoir l'emploi local, la Nouvelle-Calédonie prend au bénéfice des citoyens de la Nouvelle-Calédonie et des personnes qui justifient d'une durée suffisante de résidence des mesures visant à favoriser l'exercice d'un emploi salarié, sous réserve qu'elles ne portent pas atteinte aux avantages individuels et collectifs dont bénéficient à la date de leur publication les autres salariés.
De telles mesures sont appliquées dans les mêmes conditions à la fonction publique de la Nouvelle-Calédonie et à la fonction publique communale. La Nouvelle-Calédonie peut également prendre des mesures visant à restreindre l'accession à l'exercice d'une profession libérale à des personnes qui ne justifient pas d'une durée suffisante de résidence. »
Aucun texte n'est clairement venu préciser cette disposition avant 2010, en raison notamment d'un désaccord profond entre opposants et partisans de l'indépendance sur le degré de protection à accorder (les premiers voulant privilégier à l'embauche les citoyens néo-calédoniens uniquement à compétence égale des autres candidats, tandis que les seconds veulent une discrimination positive plus poussée). Les négociations avec les partenaires sociaux sur le sujet n'ont débuté qu'en 2006, et un reportage de l'émission Capital sur un éventuel « Eldorado calédonien » diffusé le 4 janvier 2009 sur M6 ou encore le projet d'ouvrir une liaison aérienne entre La Réunion et la Nouvelle-Calédonie par un accord entre Air Austral et Aircalin (qui pour les défenseurs de l'emploi local causerait un fort mouvement migratoire entre une région d'outre-mer connaissant un fort taux de chômage et une collectivité connaissant un quasi plein emploi) relancent le débat (l'émission aurait entraîné une hausse des requêtes auprès de l'agence de l'emploi néo-calédonienne venant de France métropolitaine). Un collectif « Citoyen de pays » est rapidement constitué et celui-ci organise une marche réunissant un millier de personnes à Nouméa le 13 février 2009, afin de protester notamment contre le remaniement de l'avant-projet de loi du pays sur le sujet (ramenant, entre autres, la pénalité pour l'employeur en cas d'irrégularité de 625 à 400 fois le taux horaire, ou encore le fait que le premier chapitre explique comment embaucher une personne venant de l'extérieur de l'archipel). 
L'avant-projet établit :
- un accès à l'emploi sans restriction uniquement pour les citoyens néo-calédoniens et leurs conjoints (ou personnes liées à un citoyen néo-calédonien par un PACS)[13],
- des durées de résidence minimales pour les personnes venant de l'extérieur en fonction des difficultés de recrutement auprès de la main-d'œuvre locale connues par le secteur de travail auquel ils postulent (10 ans pour les activités professionnelles principalement satisfaite par le recrutement local, soit plus de 75 % de citoyens locaux embauchés, 5 ans pour les secteurs connaissant de simples difficultés de recrutement, avec 50 à 75 % de Néo-calédoniens employés, 3 ans pour ceux touchés par « d'importantes difficultés », n'ayant réussi à recruter que 25 à 50 % de locaux, et sans durée minimum pour « d'extrêmes difficultés » avec moins de 25 % de Néo-calédoniens ou assimilés) et
- une Commission paritaire de l'emploi local (CPEL) composée des représentants des partenaires sociaux, chargée d'émettre un avis sur tout recrutement litigieux, de formuler des propositions face à la problématique de l'emploi local et investie d'une mission de conciliation en cas de litige.

Il est avalisé par la Commission consultative du travail par tous les partenaires sociaux à l'exception de l'Union syndicale des travailleurs kanaks et des exploités (USTKE, indépendantiste) et de la Confédération syndicale des travailleurs de Nouvelle-Calédonie (CSTNC) et par le Gouvernement collégial local à l'unanimité de ses membres le 3 mars 2009. Il obtient également l'agrément du Conseil d'État au début du mois suivant, avec deux réserves : la nécessité de préciser dans le texte que la priorité à l’emploi local ne doit s’appliquer « qu’à égalité de compétence compte tenu de l’expérience professionnelle requise pour un emploi » et l'affirmation qu'aucune disposition de la loi organique ne permettrait aux conjoints de citoyens néo-calédoniens de bénéficier d'un régime d'exonération (mesure pourtant défendue par certains partis politiques, surtout non-indépendantistes, afin d'empêcher une éventuelle « fuite des cerveaux », à savoir la décision par certains étudiants néo-calédoniens de rester en France métropolitaine ou à l'étranger après y avoir éventuellement trouvé leur conjoint). 
Le texte est ensuite transformé en projet de loi de pays par un nouveau passage devant le gouvernement local. Il est voté une première fois par le Congrès le 29 décembre 2009 à une très large majorité (tous les élus à l'exception de 16 abstentionnistes, à savoir les 12 du groupe FLNKS dominé par l'Union calédonienne et les 4 du Parti travailliste, le bras politique de l'USTKE), mais la demande d'une seconde lecture et donc d'un nouveau vote est déposée par le FLNKS avec la volonté de retirer du projet la protection des conjoints de citoyens néo-calédoniens et d'augmenter la durée de séjour minimum requise pour accéder à certains emplois. Le texte est alors remanié, avec l'ajout de la motion suivante : « à conditions de qualification et de compétence égales, l’employeur est tenu de donner la priorité au citoyen de la Nouvelle-Calédonie ». De même, outre la promotion et le soutien de l'emploi local, le projet de loi du pays appelle dans son titre à la « protection » de ce dernier. L’assimilation des conjoints non locaux des citoyens néo-calédoniens reste soumise à des mesures plus favorables que pour les autres personnes ne respectant pas la durée minimale de résidence, mais ils ne sont toutefois plus appréhendés directement dans le champ des bénéficiaires de la protection. À la place, les dispositions sur l’emploi local leur sont étendues en assimilant une durée de mariage de 2 ans à une résidence de 10 ans. Ce nouveau document est finalement voté à nouveau, et cette fois à l'unanimité, par le Congrès le 27 juillet 2010, et est publié au Journal officiel de la Nouvelle-Calédonie du 12 août 2010.

### Mwâ Kâ

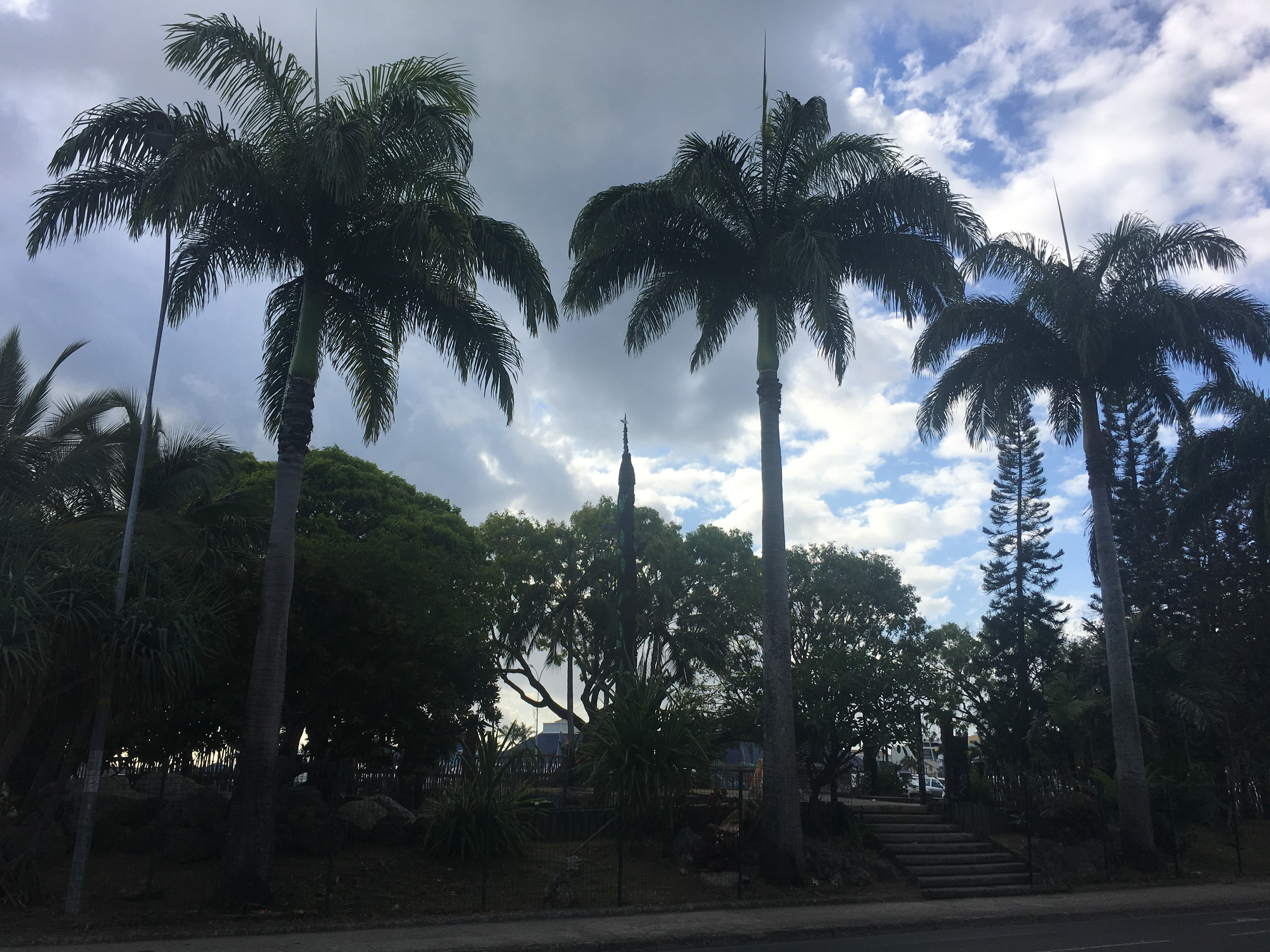
La place du Mwâ kâ à Nouméa.

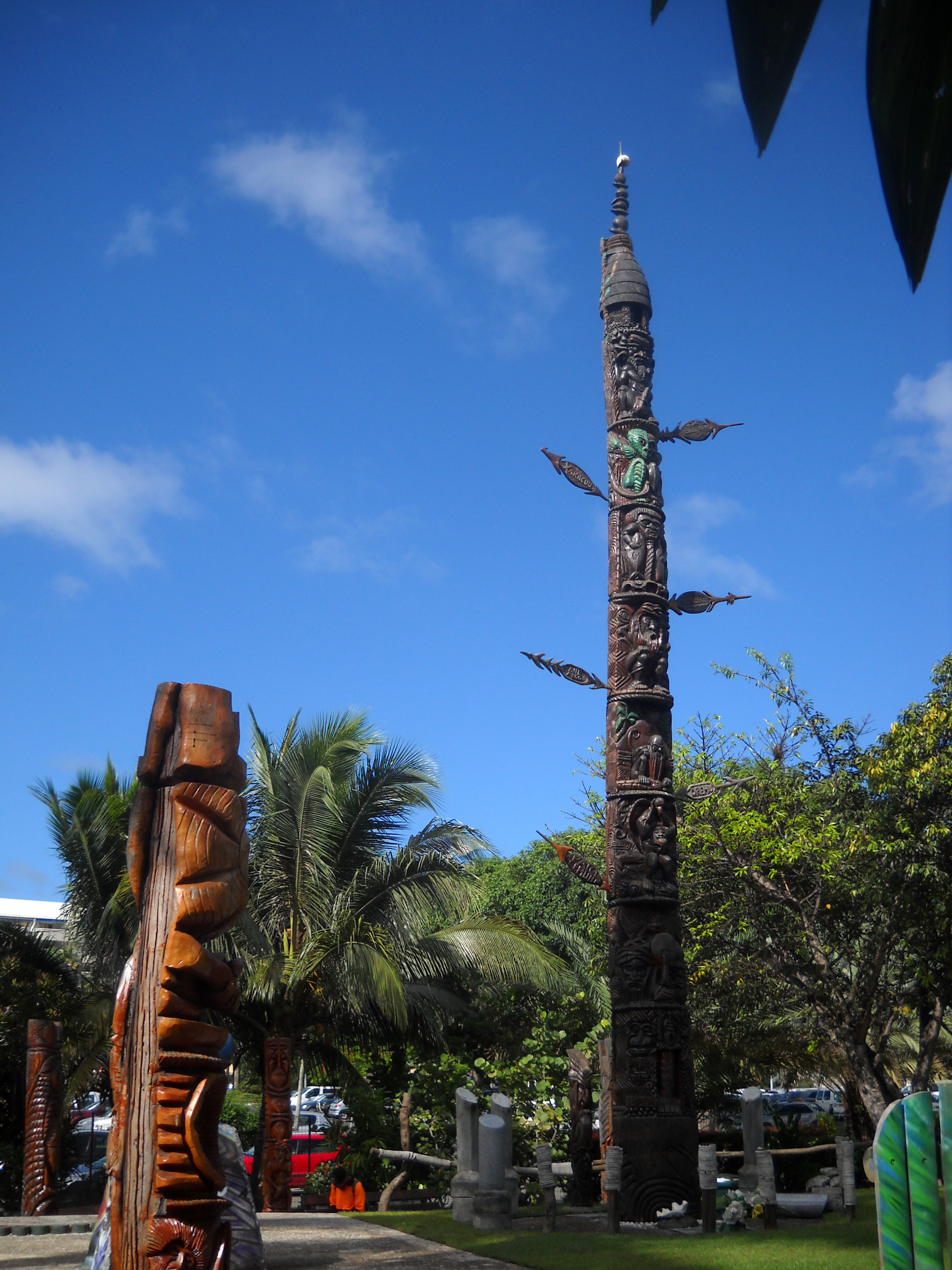
Le totem du Mwâ kâ symbolisant les huit aires coutumières.

## Symboles